# (32126) 2000 LF12
2000 LF12 (asteroide 32126) é um asteroide da cintura principal. Possui uma excentricidade de 0.12245630 e uma inclinação de 14.05777º.
Este asteroide foi descoberto no dia 4 de junho de 2000 por LINEAR em Socorro.